# Ryan Mendes
Ryan Isaac Mendes da Graça (Mindelo, 1990. január 8. –) zöld-foki labdarúgó, az al-Nasr játékosa.

## Sikerei, díjai
- al-Sardzsa
  - UAE Pro League: 2018–19